# Banswara (huyện)
Huyện Banswara là một huyện thuộc bang Rajasthan, Ấn Độ. Thủ phủ huyện Banswara đóng ở Banswara. Huyện Banswara có diện tích 5037 ki lô mét vuông. Đến thời điểm năm 2001, huyện Banswara có dân số 1500420 người.